# Kurt Rusterholz
Kurt Rusterholz (* 1. Juli 1927) ist ein Schweizer Ringer. Er gewann bei der Weltmeisterschaft 1953 in Neapel im griechisch-römischen Stil eine Bronzemedaille im Halbschwergewicht.

## Werdegang
Kurt Rusterholz begann als Jugendlicher nach 1945 in Zürich mit dem Ringen. Er bevorzugte den griechisch-römischen Stil, trat aber gelegentlich auch bei Freistil-Konkurrenzen an. Als Erwachsener wog er bei einer Grösse von 1,82 Metern ca. 90 kg und startete während seiner langen Karriere immer im Halbschwergewicht. Der Zürcher Ringerverein, für den er an den Start ging, gehörte dem Schweizer-Amateur-Ringer-Verband (SARV) an. In den 1950er und 1960er Jahren war die Schweizer Ringerfamilie sehr zersplittert. Es gab nicht weniger als 5 Verbände, die Schweizer Meisterschaften veranstalteten und sich dann Ende der 1950er Jahre doch dazu durchraufen konnten, auch gemeinsame Schweizer Meisterschaften zu veranstalten. Es waren folgende Verbände: SARV, ETV, SATUS, SALV und SKTSV. 
Im Jahre 1950 gewann Kurt Rusterholz erstmals bei Schweizer Meisterschaften und zwar in beiden Stilarten (griechisch-römischer Stil und freier Stil). Es sollten nicht seine einzigen bleiben. Er war bald auch auf der internationalen Ringermatte aktiv und stand im Mai 1952 in der Schweizer Nationalmannschaft, die in München und Freising gegen Deutschland antrat. Die Kämpfe fanden im freien Stil statt. Kurt Rusterholz unterlag in München gegen den WM-Dritten von 1951 Max Leichter aus Eckenheim und besiegte in Freising den deutschen Meister Albert Ferber aus Schifferstadt. Schon vorher, im Dezember folgte er einer Einladung des Irischen Ringerverbandes und startete in Dublin bei der Internationalen Irischen Meisterschaft im freien Stil. Er gewann dort den Titel im Halbschwergewicht.
Es war sehr enttäuschend für ihn, dass er nicht für die Teilnahme an den Olympischen Spielen 1952 in Helsinki nominiert wurde. Dabei war er aber 1953 bei der Weltmeisterschaft im griechisch-römischen Stil 1953 in Neapel. Im Halbschwergewicht besiegte er in Neapel Artzi aus Israel, Kurt Soukop aus Österreich und L. Melgers aus den Niederlanden. In den Finalkämpfen unterlag er aber gegen August Englas aus der Sowjetunion und gegen Kelpo Gröndahl aus Finnland. Er gewann trotzdem eine Bronzemedaille und war lange Zeit der einzige Schweizer Ringer, der bei einer Weltmeisterschaft im griechisch-römischen Stil eine Medaille gewann.
Kurt Rusterholz startete auch 1955 in Karlsruhe bei der Weltmeisterschaft im griechisch-römischen Stil im Halbschwergewicht. Er siegte dort in seinen ersten Kampf über Hans Meyerer aus dem Saarland, verlor dann aber gegen Walentin Nikolajew aus der Sowjetunion und gegen Fritz Dirscherl aus Deutschland und kam auf den 8. Platz. Im Dezember 1955 stand er auch in der Schweizer Ringermannschaft, die einen Länderkampf gegen die Türkei bestritt. Er verlor dabei gegen Bekir Büke durch Fall. 1956 entsandte die Schweiz zu den Olympischen Spielen 1956 in Melbourne keine Ringer. Auch in den folgenden Jahren glänzte die Schweiz zum Leidwesen der aktiven Ringer bei internationalen Meisterschaften oftmals durch Abwesenheit, vor allem immer dann, wenn diese Meisterschaften in fernen Ländern stattfanden. Dadurch konnte Kurt Rusterholz von 1956 bis 1959 bei keinen Weltmeisterschaften starten. Erst 1960 in Rom konnte er sich dann seinen Traum von einem Olympiastart erfüllen. Er war zu diesem Zeitpunkt schon 33 Jahre alt. In Rom verlor Kurt Rusterholz gegen Tevfik Kis aus der Türkei und gegen Péter Piti aus Ungarn. In der Endabrechnung kam er schliesslich auf den 12. Platz. 
Seine letzte internationale Meisterschaft bestritt Kurt Rusterholz 1962 in Toledo in den Vereinigten Staaten. Im Mittelgewicht verlor er dort wieder gegen Tevfik Kis, siegte dann über Yacoub Abousalloum aus dem Libanon und schied nach einer weiteren Niederlage gegen Stig Persson aus Schweden aus. Er erreichte mit diesen Ergebnissen den 6. Platz.

## Internationale Meisterschaften
| Jahr | Platz | Wettbewerb                                     | Stil | Gewichtsklasse | Ergebnisse |
| 1951 | 1.    | Internationale Irische Meisterschaft in Dublin | F    | Halbschwer     | |
| 1953 | 3.    | WM in Neapel                                   | GR   | Halbschwer     | nach Siegen über Artzi, Israel, Kurt Soukop, Österreich u. L. Melgers, Niederlande und Niederlagen gegen August Englas, UdSSR und Kelpo Gröndahl, Finnland |
| 1954 | 1.    | Intern. OLMA-Turnier in St. Gallen             | F    | Halbschwer     | vor Felix Neuhaus und Raphael Biland, bde. Schweiz |
| 1955 | 8.    | WM in Karlsruhe                                | GR   | Halbschwer     | nach einem Sieg über Hans Meyerer, Saarland und Niederlagen gegen Walentin Nikolajew, UdSSR und Fritz Dirscherl, Deutschland                               |
| 1960 | 12.   | OS in Rom                                      | GR   | Halbschwer     | nach Niederlagen gegen Tevfik Kis, Türkei und Péter Piti, Ungarn                                                                                           |
| 1962 | 6.    | WM in Toledo (USA)                             | GR   | Mittel         | nach einer Niederlage gegen Tevfik Kis, einem Sieg über Yacoub Abousalloum, Libanon und einer Niederlage gegen Stig Persson, Schweden                      |

## Schweizer Meisterschaften
| Jahr | Platz | Stil | Gewichtsklasse | Ergebnisse                                            |
| 1950 | 1.    | F    | Halbschwer     |                                                       |
| 1950 | 1.    | GR   | Halbschwer     |                                                       |
| 1951 | 1.    | GR   | Halbschwer     | vor Winteler, St. Gallen                              |
| 1953 | 1.    | GR   | Halbschwer     | vor Karlen, Solothurn                                 |
| 1954 | 1.    | GR   | Halbschwer     | vor Raphael Biland, Freiburg und Ernst Gogel, Genf    |
| 1955 | 2.    | F    | Halbschwer     | hinter Eugen Holzherr, Basel                          |
| 1956 | 1.    | GR   | Halbschwer     | vor Felix Neuhaus, Freiburg und Staub, Basel          |
| 1957 | 3.    | F    | Halbschwer     | hinter Felix Neuhaus und Eugen Holzherr               |
| 1957 | 1.    | GR   | Halbschwer     | vor Rudolf Feisst, Basel und Peter Nyffenegger, Arbon |
| 1958 | 2.    | GR   | Halbschwer     | hinter Rudolf Feisst                                  |
| 1959 | 1.    | GR   | Halbschwer     | vor Ruppenthaler, Zürich und Vollenweider, Zürich     |
| 1960 | 1.    | GR   | Halbschwer     | vor Karl Schmed, Zürich und Rudolf Feisst             |
| 1961 | 2.    | F    | Halbschwer     | hinter Max Kobelt, ETV, vor Henri Mottier, ETV        |
| 1961 | 1.    | GR   | Halbschwer     | vor Martin Wolf, ETV und Ernst Zesiger, SATUS         |
| 1962 | 3.    | F    | Mittel         | hinter Ruedi Kobelt, ETV und Henri Mottier            |
| 1962 | 1.    | GR   | Mittel         | vor Ernst Zesiger, Biel und Fredi Dottli, Basel       |

Erläuterungen
- OS = Olympische Spiele, WM = Weltmeisterschaft
- GR = griechisch-römischer Stil, F = freier Stil
- Halbschwergewicht, bis 1961 bis 87 kg, Mittelgewicht seit 1962 bis 87 kg Körpergewicht